# آب‌انبار استاد عبدالله
آب‌انبار استاد عبدالله، آب‌انباری است مربوط به دوره صفوی که در حد فاصل بین دو محله عنبری و میدان از شهر تاریخی تون در جنوب شهر فردوس واقع شده‌است. این اثر در تاریخ ۳ خرداد ۱۳۸۶ با شمارهٔ ثبت ۱۹۱۱۰ به‌عنوان یکی از آثار ملی ایران به ثبت رسیده‌است.